# Amadeus II. (Savoyen)

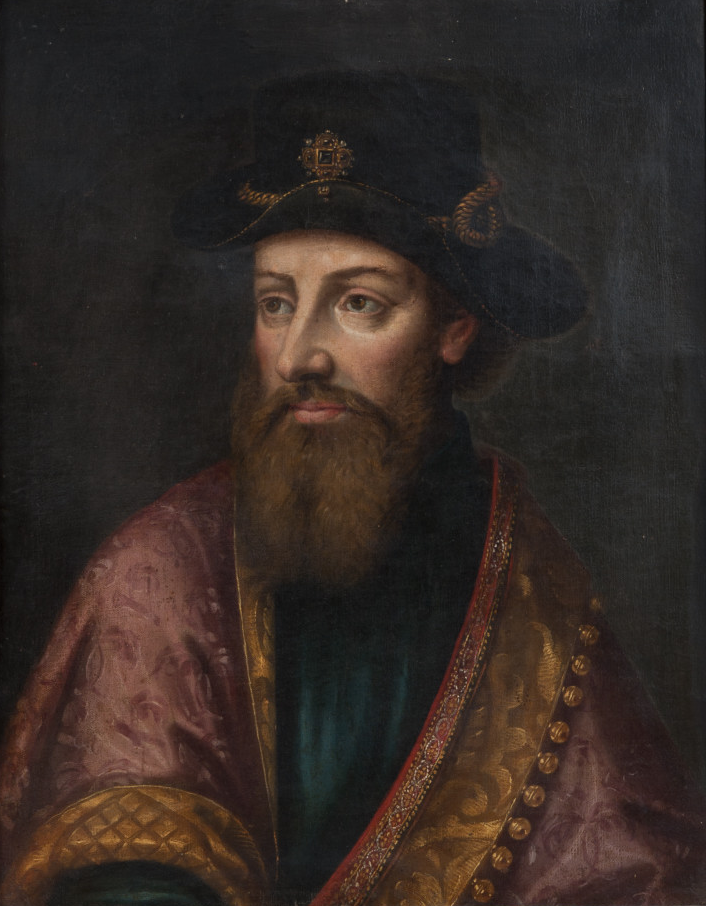
Amadeus II. in einem Porträt aus dem 18. Jahrhundert

Amadeus II. (* um 1050; † 26. Januar 1080) war Graf von Savoyen und ein Sohn von Graf Otto von Savoyen und dessen Frau Adelheid von Susa-Turin.

## Leben
Amadeus stand unter starkem Einfluss seiner Mutter Adelheid und war mit Johanna von Genf verheiratet. Dieser Ehe entsprangen mehrere Kinder:
- Humbert II. (* um 1060; † 1103; genannt: „Der Starke“), der sein Nachfolger wurde
- Konstanze ⚭ Otto, Bonifatius[2] oder Rainer[1] Marquis von Montferrat
- Adelheid ⚭ Manasse V. von Coligny (Haus Coligny)
- Auxilia ⚭ Humbert II. Seigneur de Beaujeu

Nach dem Tode seines Bruders Peter im Jahr 1078 übernahm er für kurze Zeit die Regentschaft des Hauses Savoyen.